# Gilli
Gilli oder Gille lebte um das Jahr 1000 auf den Färöern und ist in der Färingersaga als erster Løgmaður (damals Thingvorsitzender) der Färöer erwähnt. Der damals verwendete Begriff war lögsögumaður „Landrichter“.
Der folgende Artikel ist eine Nacherzählung derjenigen Stellen in der Färingersaga, in denen Gille erwähnt wird. Die Jahreszahlen sind rekonstruierte Schätzungen nach G. V. C. Young, 1982.
1024 fuhr er zusammen mit Leivur Øssursson und Tórálvur Sigmundsson auf Geheiß des Königs Olav II. Haraldsson nach Norwegen. Eigentlich sollte auch Tróndur í Gøtu mit von der Partie sein, wurde aber vor der Abreise krank. Olav ging es darum, eine königstreue Herrschaft über die Färöer zu etablieren. Die drei taten, was der König verlangte, und leisteten einen Eid auf ihn.
Nachdem ein norwegisches Schiff, das auf den Färöern Steuern für die norwegische Krone eintreiben sollte, spurlos verschwand, und Olav 1026 seine drei Gefolgsleute zu sich bat, schickten diese Tórálvur mit einer Mannschaft los, die aber von Tróndurs Männern verfolgt wurden. Tórálvur wurde in Norwegen – quasi vor den Augen des Königs – getötet. Nur Karl von Møre war daraufhin mutig genug, eine Expedition nach den Färöern anzuführen, um den Fall aufzuklären.
Leivur Øssursson und Gille sollten 1028 auf dem nächsten Thing in Tórshavn mit Karl zusammenarbeiten. Auch Tróndur kooperierte (äußerst halbherzig, wie sich zeigen sollte) mit dem norwegischen Gesandten, und so trieben sie die ausstehenden Steuern auf den ganzen Färöern ein. Allerdings kam es im Jahr darauf beim Ting zu einem Blutbad ausgerechnet in Tróndurs Zelt, wo Karl ermordet wurde. Gleichzeitig soll auch Sigurd Torlaksson einen von Gilles Männern ermordet haben. Gille und Leivur verweigerten das damals übliche Manngeld, sondern sorgten für die Ausweisung der Täter von den Färöern. Gleichzeitig endete damit der Versuch Olavs, Steuern von den Färöern einzutreiben.
Im Jahr darauf (1029) kamen die drei Täter, Sigurd Torlaksen, Tord der Kleine und Gaut der Rote mit einer bewaffneten Gruppe von 30 Männern wieder zu den Färöern zurück. Gille und Leivur hatten keine andere Wahl, als sich angesichts dieser Übermacht unter den Schutz von Tróndur í Gøtu zu begeben, der anordnete, dass sich die Männer wieder auf den Färöern niederlassen durften. Tróndur teilte die Färöer in drei Teile: Einen für sich, einen für Leivur Øssursson und einen für Sigmundur Brestissons Söhne.

## Resümee
G. V. C. Young nimmt an, dass Gille schon vor dem Besuch bei König Olav der Løgmaður der Färöer war, und dass er in dieser Funktion nicht nur oberster Richter war, sondern auch eine Art Staatspräsident. Weiter geht aus der Färingersaga hervor, dass das färöische Thing nicht nur ein Gericht war, sondern gleichzeitig eine gesetzgebende Versammlung. Bis etwa 1273 wurde der Løg(søgu)maður vom Thing gewählt.
Während man von den Løgmenn bis 1524 (mit Ausnahme von Sjúrður) lange Zeit nicht einmal die Namen wusste, ist Gille bereits im ersten Buch über die Färöer, Færoæ & Færoa Reserata 1673 von Lucas Debes erwähnt – also gute 150 Jahre, bevor die Färingersage von Carl Christian Rafn aus isländischem Sagenstoff kompiliert und herausgebracht wurde.